# 塔斯社

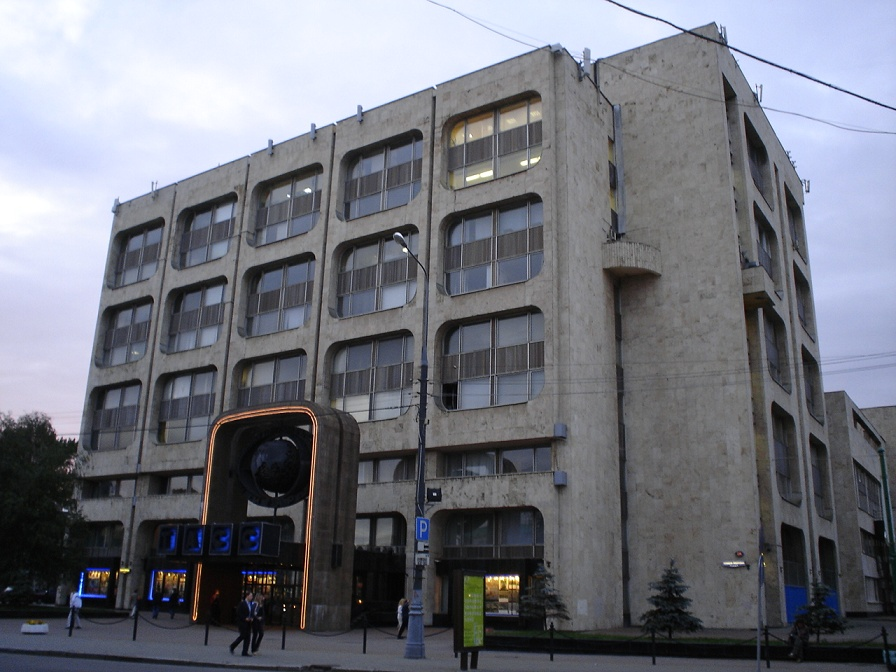
塔斯社總社

俄罗斯塔斯新闻社（俄语：Информационное агентство России ТАСС）通称塔斯社（俄语：ТАСС），为俄罗斯最大的通讯社，亦是国际性通讯社之一，属于俄罗斯国家通讯社。其前身为苏联官方通讯社塔斯社，为世界五大通讯社之一。
总社位于莫斯科，在俄羅斯及獨聯體設有74個辦公室，除此之外在世界各地還有65個分社。

## 历史
俄塔社的前身是彼得格勒通讯社（俄语：Петроградское телеграфное агентство）。1918年彼得格勒通讯社与全俄罗斯中央执行委员会新闻局合并，命名为俄罗斯电讯社（俄语：Российское телеграфное агентство）。1925年7月10日改名苏联通讯社（俄语：Телеграфное агентство Советского Союза），简称塔斯社，对外用俄语、英语、法语、西班牙语、葡萄牙语、德语、意大利语、阿拉伯语8种文字发稿，向115个国家和地区的新闻机构或商务代表处提供新闻或经济信息。
苏联解体后，塔斯社归属俄罗斯联邦新闻中心管理。1992年1月22日俄罗斯总统鲍里斯·叶利钦签署命令，塔斯社同苏联新闻局的一部分合并，组建新的国家通讯社——俄罗斯新闻通讯社（俄语：Информационное телеграфное агентство России）；同时，在该社中保留独立的塔斯社机构。1992年1月30日，开始以塔斯社名义发稿。
2021年11月，塔斯社在国际空间站开设记者站，成为全球首个在国际空间站设立常驻机构的媒体，俄罗斯宇航员亚历山大·米苏尔金是首位太空记者。